# Cryptopsy
Cryptopsy – kanadyjska grupa muzyczna wykonująca technical death metal, powstała w 1988 roku w Montrealu w Quebecu.

## Muzycy
Obecny skład zespołu
- Matt Mcgachy – śpiew (od 2007)

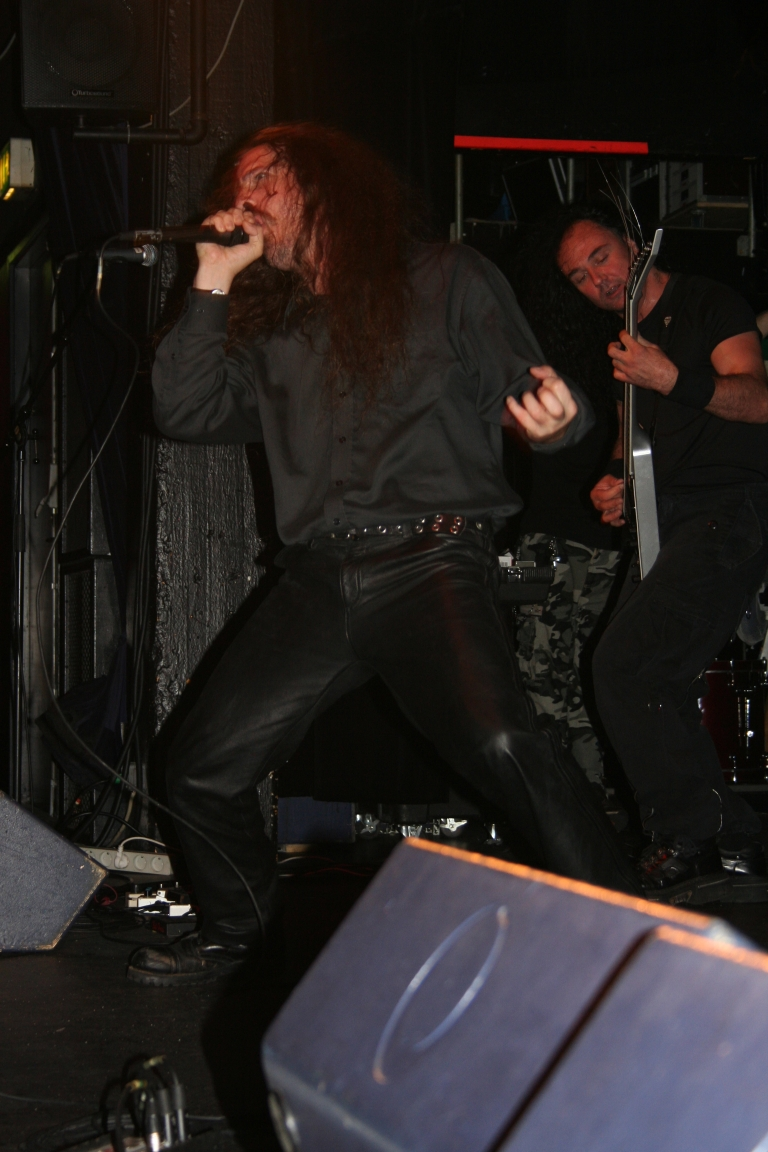
Lord Worm

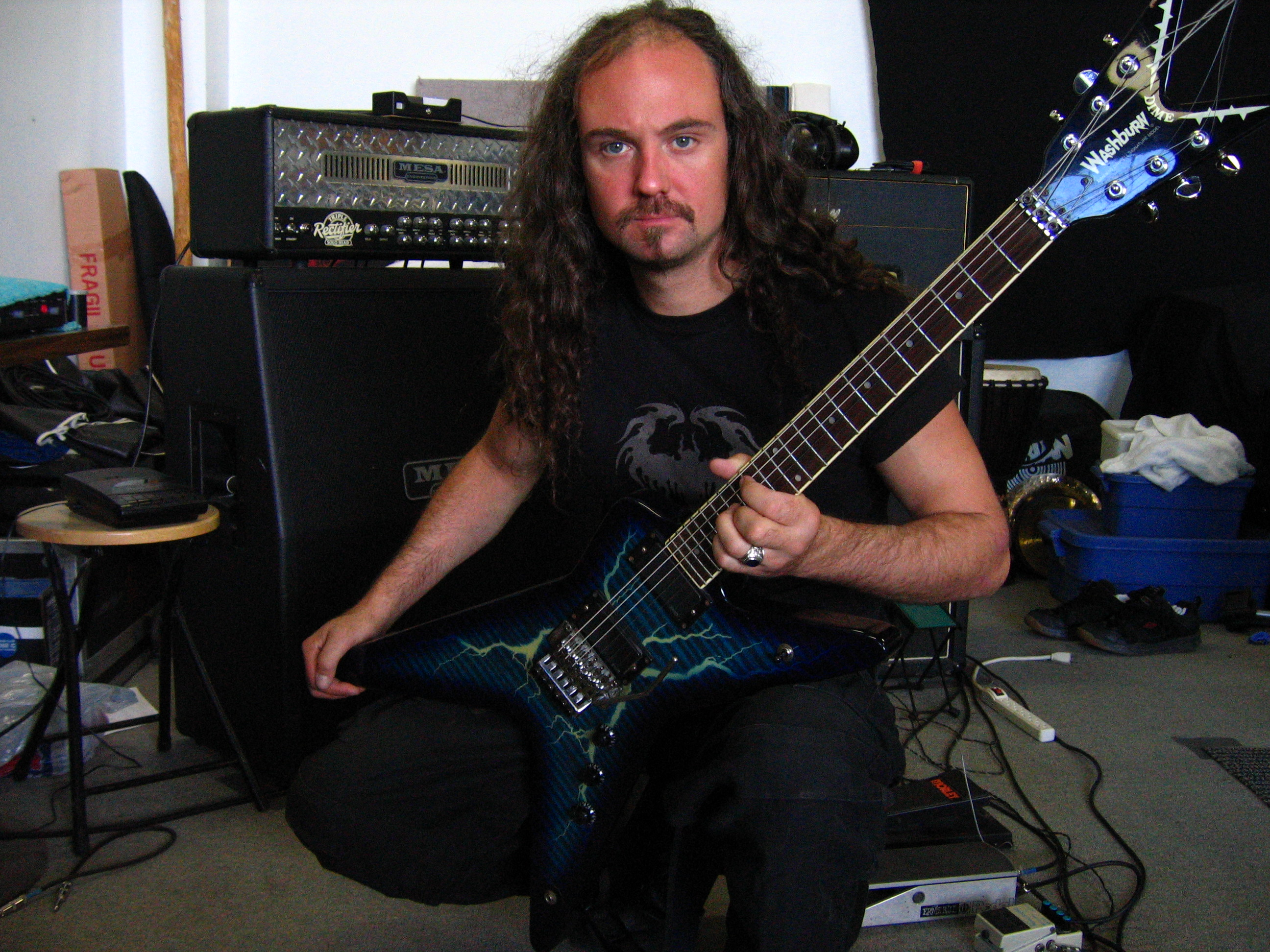
Alex Auburn

- Christian Donaldson – gitara (od 2005)
- Jon Levassuer – gitara (1993-2005, od 2011)[8]
- Olivier Pinard – gitara basowa (od 2012)
- Flo Mounier – perkusja (od 1992)

Byli członkowie zespołu
- Maggie Durand – instrumenty klawiszowe, sample (2007-2008)
- Alex Auburn – gitara (1999-2009)
- Lord Worm – śpiew (1992-1997, 2003-2007)
- Mike DiSalvo – śpiew (1996-2001)
- Martin Lacroix – śpiew (2001-2003)
- Kevin Weagle – gitara basowa (1992-1994)
- Eric Langlois – gitara basowa (1995-2011)
- Martin Fergusson – gitara basowa (1994)
- Dave Galea – gitara (1992-1994)
- Miguel Roy – gitara (1995-1998)
- Steve Thibault – gitara (1992-1995)
- Daniel Mongrain – gitara podczas koncertów (2004-2005)
- Youri Raymond – gitara (2009-2011), gitara basowa (2011)

## Dyskografia
Albumy studyjne
- Blasphemy Made Flesh (1994)
- None So Vile (1996)
- Whisper Supremacy (1998)
- …And Then You'll Beg (2000)
- Once Was Not (2005)
- The Unspoken King (2008)
- Cryptopsy (2012)
- As Gomorrah Burns (2023)

Minialbumy
- The Book of Suffering (Tome 1) (2015)[9]

Albumy koncertowe
- None So Live (2003)

Dema
- Ungentle Exhumation (1993)

## Wideografia
- Trois-Rivières Metalfest IV (2005, DVD)[10]

## Teledyski
- "The Pestilence That Walketh In Darkness (Psalm 91:5-8)" (2006)[11]
- "Worship Your Demons" (2008, reżyseria: David Brodsky)[12]
- "Detritus (The One They Kept)" (2015, reżyseria: Chris Kells)[13]

## Nagrody i wyróżnienia
- 2006 Nominacja do nagrody The Indies w kategorii "Favorite Metal Artist/Group"[14]